# Talorc III
Talorc III, també conegut amb els noms de Talorc mac Wid o Uuid, va ser rei dels pictes del 641 al 653.
Va ser el germà i successor de Bridei II (Brude mac Wid) i net de Nechtan nepos Uerb. Va regnar 12 anys, segons la Crònica picta. Els Annals d'Ulster i els Annals de Tigernach situen la seva mort el 653. El va succeir Talorgan mac Enfret, fill d'Eanfrith de Bernícia.